# إرليند ماميلوند
إرليند ماميلوند (بالنرويجية: Erlend Mamelund) مواليد 1 مايو 1984 في لورينسكوغ، النرويج، هو لاعب كرة يد نرويجي يلعب كظهير أيسر. يلعب حاليا مع نادي هاسلم لكرة اليد ويحمل الرقم 11. مثل منتخب النرويج لكرة اليد.

## المسيرة الاحترافية
لعب مع هاسلم من سنة 2001 إلى 2007، ثم انضم إلى فلنسبورغ هاندفيت في الدوري الألماني في سنة 2009، ثم انضم إلى هاسلم من سنة 2010 إلى 2012، ثم لعب مع مونبلييه في الدوري الفرنسي في موسم 2012–2013، ثم انضم إلى هاسلم من سنة 2013 إلى 2015، ثم انضم إلى كيل في الدوري الفرنسي في موسم 2015–2016، ثم لعب مع هاسلم في سنة 2016.

## سجل المنافسة
شارك في البطولات التالية:
- بطولة أوروبا لكرة اليد للرجال 2012
- بطولة أوروبا لكرة اليد للرجال 2014
- بطولة أوروبا لكرة اليد للرجال 2016

## روابط خارجية
- إرليند ماميلوند على موقع الاتحاد الأوروبي لكرة اليد (الإنجليزية)
- إرليند ماميلوند على موقع الاتحاد النرويجي لكرة اليد (النرويجية)
- إرليند ماميلوند على موقع نادي كيل لكرة اليد (الألمانية)